# Alegeri legislative în Bulgaria, 1990
În Bulgaria, au avut loc alegeri parlamentare în anul 1990 la care au participat 400 de reprezentanți ai Marii Adunări Naționale.
Aceste alegeri au fost primele alegeri libere în Bulgaria după cel de-al doilea război mondial și după căderea comunismului.
Sistemul de vot folosit a fost unul mixt, jumătate din membrii Adunării fiind aleși pe baza listelor proporționale și jumătate pe baza votului uninominal într-un singur tur.

## Rezultate
| Partid                                       | Prop % | Prop locuri | Locuri majoritare | Număr total de locuri |
| -------------------------------------------- | ------ | ----------- | ----------------- | --------------------- |
| Partidul Socialist Bulgar                    | 47.15  | 97          | 114               | 211                   |
| Uniunea Forțelor Democrate                   | 36.20  | 75          | 69                | 144                   |
| Uniunea Națională pentru Agricultura Bulgară | 8.03   | 16          | 0                 | 16                    |
| Mișcarea pentru drepturi și libertăți        | 6.03   | 12          | 11                | 23                    |
| Altele                                       | 2.59   | 0           | 6                 | 6                     |
| Total                                        | 100    | 200         | 200               | 400                   |

## Urmări
La acest scrutin, s-au ales cei 400 de deputați din Marea Adunare Națională, al cărei scop principal a fost cel de a adopta o nouă constituție, pentru a pune bazele unui stat democratic. Conform acestei constituții de 169 de articole, statul democratic bulgar este guvernat ca republică parlamentară și se bazează pe suveranitatea populară, exprimată prin votul cetățenilor, iar parlamentul urma să fie unicameral. Odată cu adoptarea constituției, Marea Adunare Națională și-a îndeplinit mandatul, iar în 1991 au urmat primele alegeri pentru parlamentul unicameral conform noii constituții.